# Chet Jastremski
Chester Andrew ("Chet") Jastremski, (Toledo (Ohio),  12 januari 1941) is een voormalig internationaal topzwemmer uit de Verenigde Staten van Poolse komaf. Hij won de bronzen medaille op de 200 meter schoolslag bij de Olympische Zomerspelen 1964 in Tokio.
Jastremski, een pupil van de befaamde zwemtrainer James "Doc" Counsilman, was van origine een specialist op de vlinderslag, maar verlegde als student van de Indiana University zijn aandacht gaandeweg naar de klassieke schoolslag. Hij introduceerde een korte, venijnige 'springslag', waardoor hij zich aanmerkelijk sneller door het water bewoog. Begin 1961 verbeterde Jastremski zes keer het wereldrecord op de 100 meter schoolslag.
Jastremski werd in 1977 opgenomen in The International Swimming Hall of Fame, een jaar nadat hij als teamarts was verbonden aan de olympische zwemploeg van de Amerikanen tijdens de Olympische Spelen van Montreal.